# Firizu
Firizu – wieś w Rumunii, w okręgu Mehedinți, w gminie Ilovăț. W 2011 roku liczyła 40 mieszkańców.